# Pestsäule
La Pestsäule (en alemán significa 'columna de la peste') es una columna monumental dedicada a la Santísima Trinidad que se localiza en Graben, una calle del distrito Innere Stadt en Viena. Erigida después de la gran peste de Viena de 1679, el monumento barroco es uno de los más conocidos del patrimonio arquitectónico de la ciudad austríaca.

## Historia
En 1679, Viena sufrió una de las últimas grandes epidemias de peste. Huyendo de la ciudad, el emperador Leopoldo I juró erigir una columna votiva si la epidemia acababa. Ese mismo año, una columna de madera provisional fue hecha por Johann Frühwirth, mostrando la Santísima Trinidad sobre una columna de capitel corintio junto con nueve ángeles en representación de los nueve coros de ángeles.
En 1683, Matthias Rauchmüller fue comisionado para convertirlo en un monumento de mármol, pero a su muerte en 1686 sólo había dejado unas cuantas figuras de ángeles. Siguieron varios diseños nuevos, destacando Johann Bernhard Fischer von Erlach, que diseñó las esculturas en la base de la columna. Finalmente, el proyecto fue asignado a Paul Strudel, que lo enfocó basándose en el trabajo del ingeniero de teatro Lodovico Burnacini.
Bajo la figura de la Trinidad, Burnacini ideó una nube piramidal con esculturas de ángeles y con el emperador Leopoldo rezando arrodillado. Entre otros, los escultores Tobias Kracker y Johann Bendel trabajaron en la columna, que fue inaugurada en 1693.
A pesar de la larga duración de la construcción, las frecuentes enmiendas al diseño y el gran número de escultores involucrado, el monumento parece bastante homogéneo. Durante el diseño, pasó de ser una columna conmemorativa a una escena barroca que narraba la historia de forma teatral. El monumento muestra así la transición al barroco en el arte vienés y ejerció una fuerte influencia en el desarrollo del barroco en la región.

## Galería de imágenes

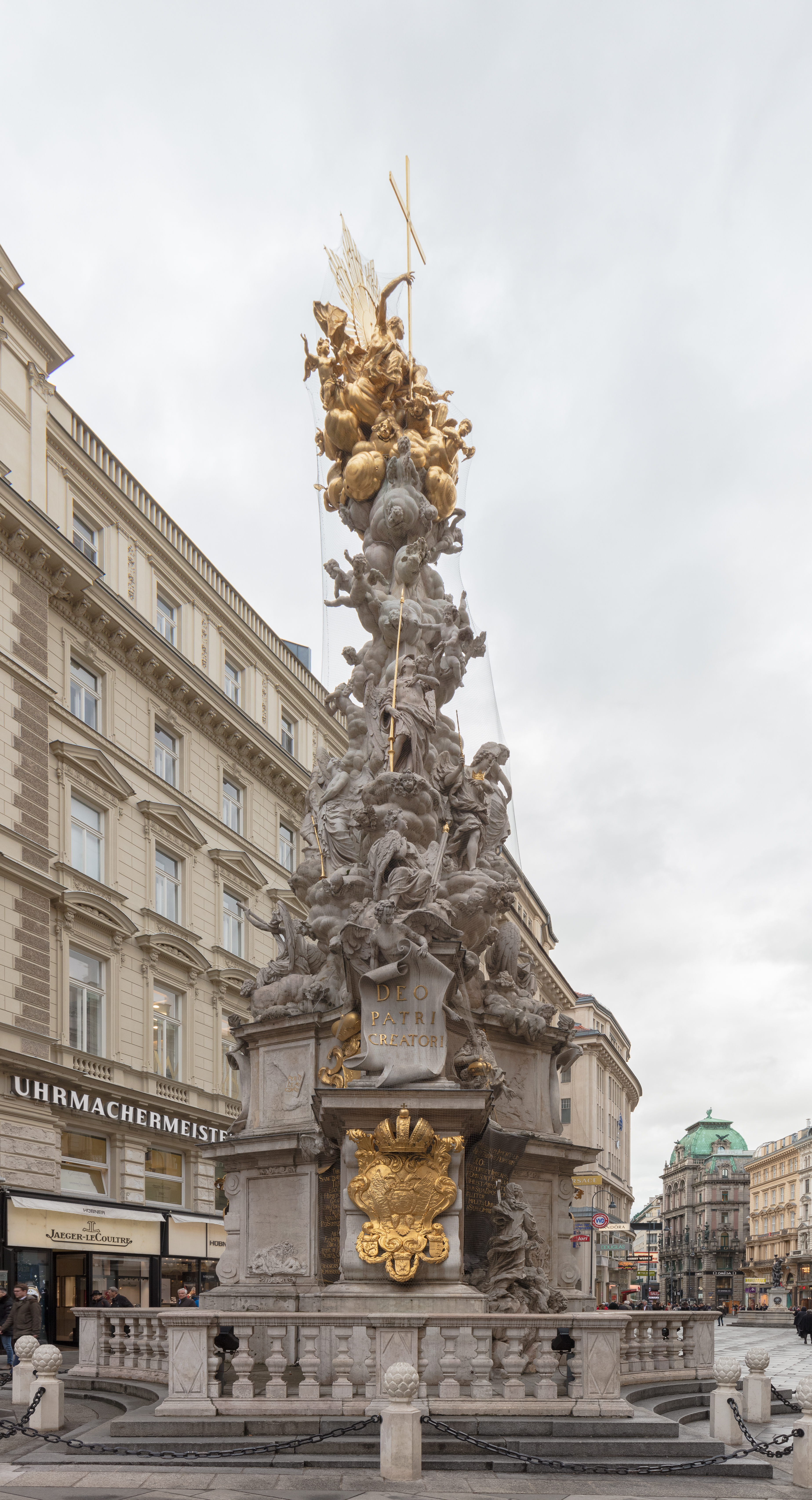
Pestsäule.
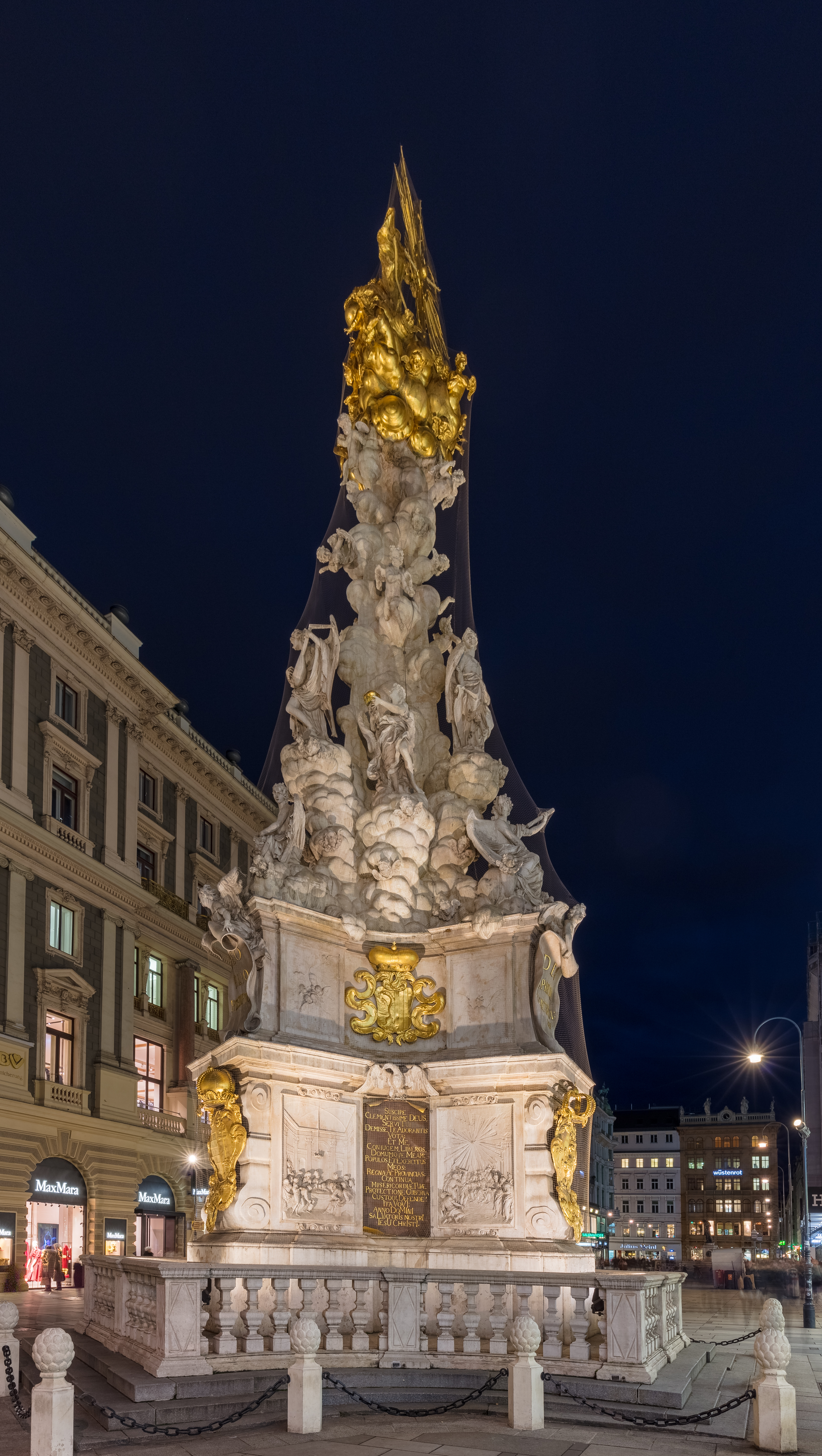
Vista nocturna.
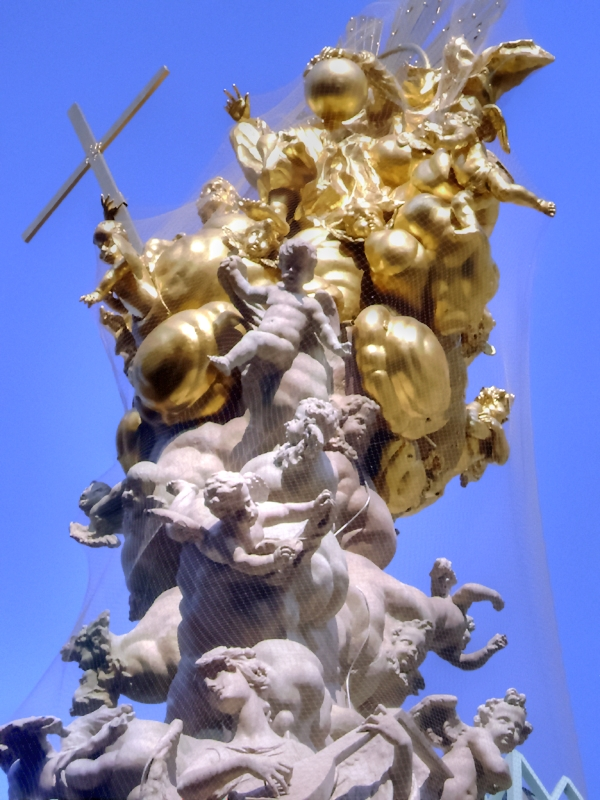
Detalle.
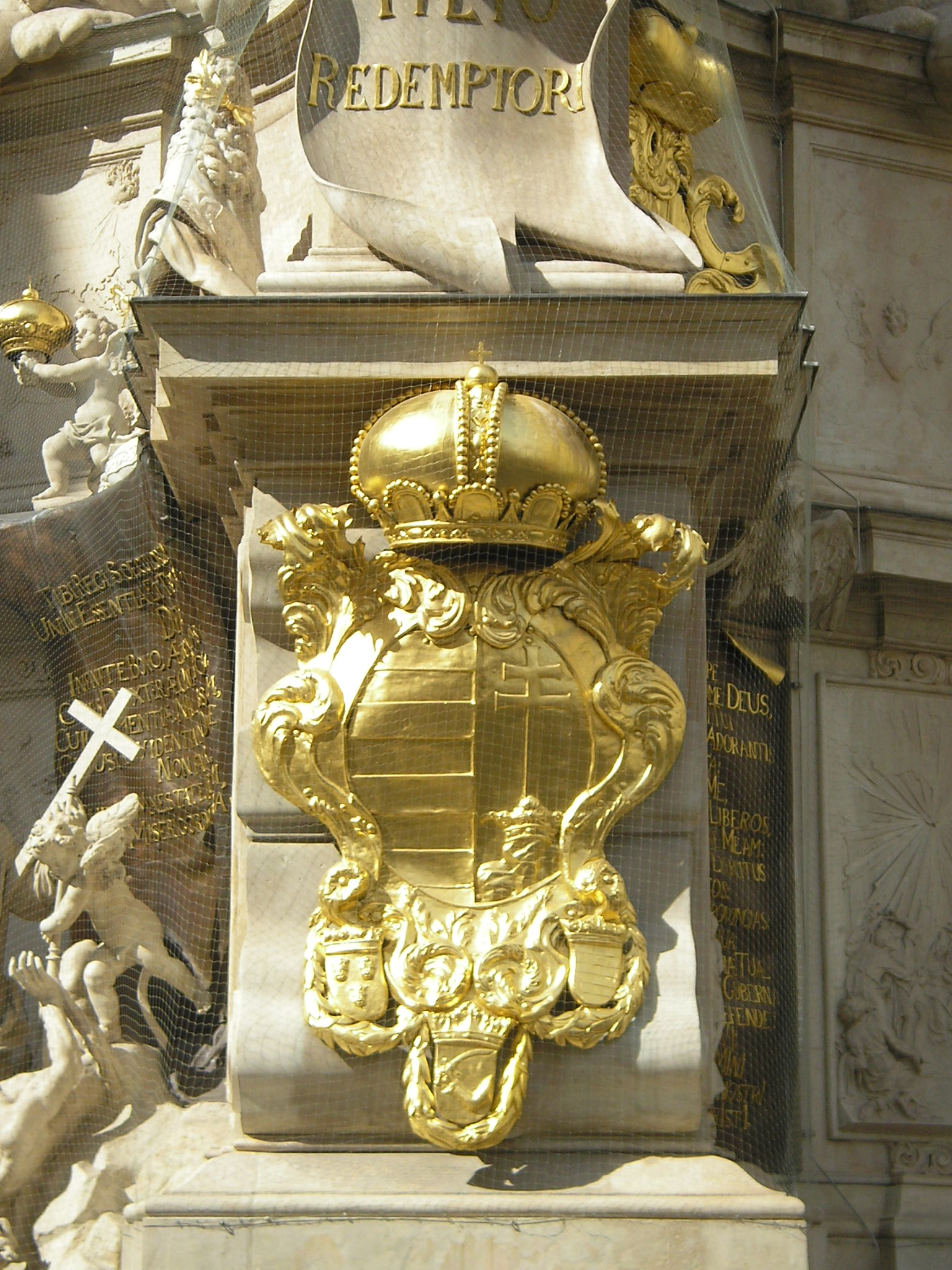
Escudo de armas de Hungría.
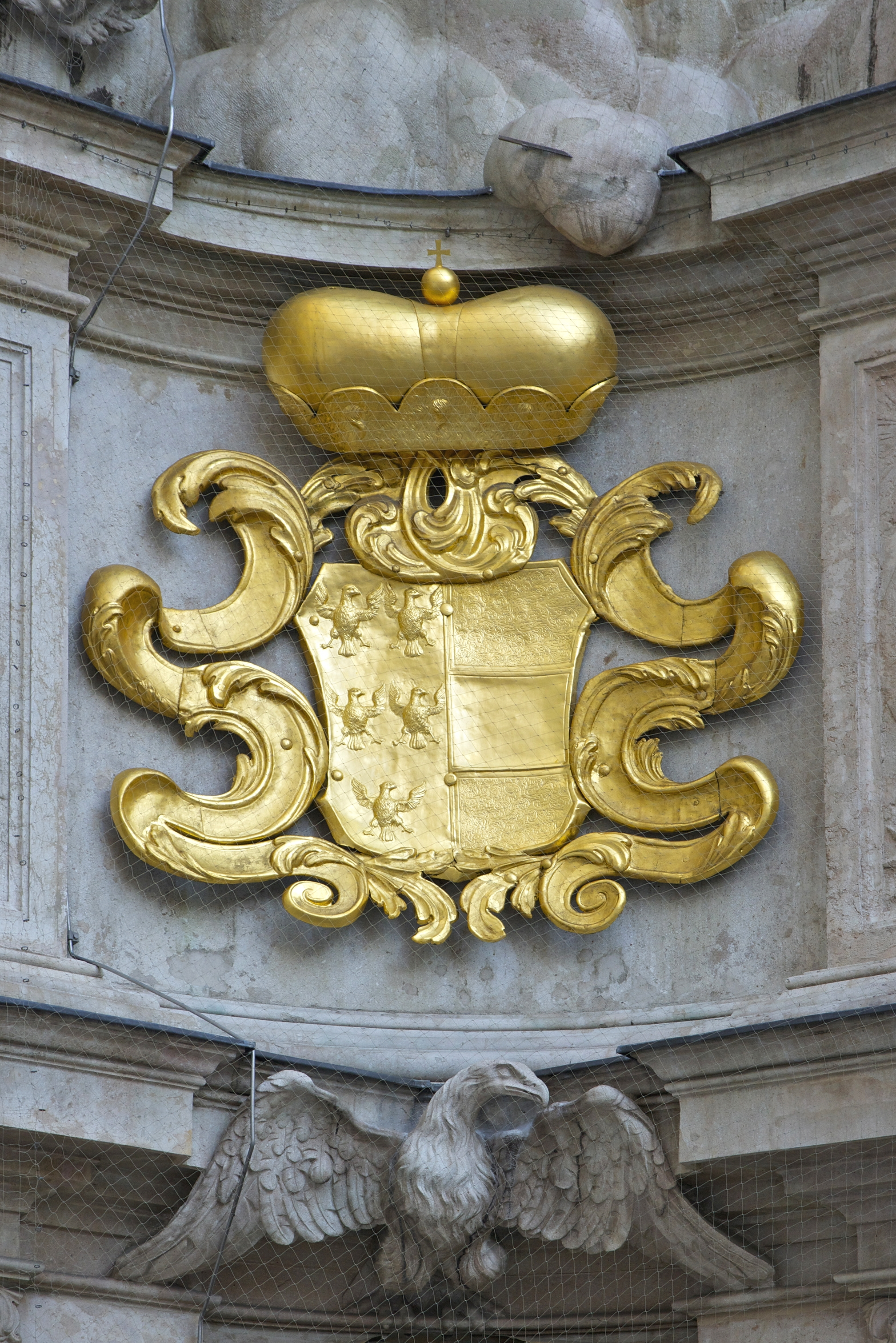
Escudo de armas de los Archiduques de Austria.